# Ben Clymer
Benjamin Andrew Clymer (* 11. dubna 1978 Bloomington, Minnesota, USA) je bývalý americký hokejový obránce a útočník.

## Hráčská kariéra
Byl draftován týmem Boston Bruins v roce 1997 ve druhém kole, celkově na 27 místě. První zápas v NHL hrál v sezoně 1999/2000 v týmu Tampa Bay Lightning. Během výluky NHL hrál ve švýcarském týmu EHC Biel ve druhé švýcarské lize. Po výluce se vrátil zpět do NHL a podepsal smlouvu s týmem Washington Capitals na 1 rok. Následující rok prodloužil smlouvu s Washington Capitals na 2 roky, ale kvůli nedostačujícím výsledkům strávil poslední rok své smlouvy v AHL v Hershey Bears. Po skončení smlouvy s Washington Capitals podepsal smlouvu v KHL týmem HC Dynamo Minsk. Po skončení sezony 2008/2009 přestoupil do německého týmu ERC Ingolstadt. Po sezoně 2009/2010 přestoupil do švýcarského klubu HC Lugano, kde však neodehrál žádný zápas kvůli zraněného kolene které přetrvávalo až do konce sezóny 2010/11, kdy oznámil konec kariéry.

## Ocenění a úspěchy
- 1997 WCHA - All-Rookie Team
- 2009 KHL - Utkání hvězd

## Prvenství

### NHL
- Debut - 16. října 1999 (Tampa Bay Lightning proti Atlanta Thrashers)
- První asistence - 6. listopad 1999 (Pittsburgh Penguins proti Tampa Bay Lightning)
- První gól - 17. listopad 1999 (Atlanta Thrashers proti Tampa Bay Lightning, americkému brankáři Damian Rhodes)

### AHL
- Debut - 19. října 2007 (Hershey Bears proti Bridgeport Sound Tigers)
- První asistence - 19. října 2007 (Hershey Bears proti Bridgeport Sound Tigers)
- První gól - 20. října 2007 (Rochester Americans proti Hershey Bears kanadskému brankáři Tyleru Plantenovi)

### KHL
- Debut - 2. září 2008 (Metallurg Novokuzněck proti HC Dynamo Minsk)
- První gól - 2. září 2008 (Metallurg Novokuzněck proti HC Dynamo Minsk kanadskému brankáři Andymu Chiodovi)
- První asistence - 17. září 2008 (HC Dynamo Minsk proti HC MVD Balašicha)

## Klubové statistiky
| Sezóna       | Klub                 | Soutěž       |     | Základní část | Základní část | Základní část | Základní část | Základní část |   | Play off | Play off | Play off | Play off | Play off |
| Sezóna       | Klub                 | Soutěž       | Z   | G             | A             | B             | TM            | Z             | G | A        | B        | TM       |          |          |
| 1995–96      | Rochester Mustangs   | USHL         | 10  | 2             | 8             | 10            | 20            | —             | — | —        | —        | —        |          |          |
| 1996–97      | U. of Minnesota      | WCHA         | 29  | 7             | 13            | 20            | 64            | —             | — | —        | —        | —        |          |          |
| 1997–98      | U. of Minnesota      | WCHA         | 1   | 0             | 0             | 0             | 2             | —             | — | —        | —        | —        |          |          |
| 1998–99      | Seattle Thunderbirds | WHL          | 70  | 12            | 44            | 56            | 93            | 11            | 1 | 5        | 6        | 12       |          |          |
| 1999–00      | Detroit Vipers       | IHL          | 19  | 1             | 9             | 10            | 30            | —             | — | —        | —        | —        |          |          |
| 1999–00      | Tampa Bay Lightning  | NHL          | 60  | 2             | 6             | 8             | 87            | —             | — | —        | —        | —        |          |          |
| 2000–01      | Detroit Vipers       | IHL          | 53  | 5             | 8             | 13            | 88            | —             | — | —        | —        | —        |          |          |
| 2000–01      | Tampa Bay Lightning  | NHL          | 23  | 5             | 1             | 6             | 21            | —             | — | —        | —        | —        |          |          |
| 2001–02      | Tampa Bay Lightning  | NHL          | 81  | 14            | 20            | 34            | 36            | —             | — | —        | —        | —        |          |          |
| 2002–03      | Tampa Bay Lightning  | NHL          | 65  | 6             | 12            | 18            | 57            | 11            | 0 | 2        | 2        | 6        |          |          |
| 2003–04      | Tampa Bay Lightning  | NHL          | 66  | 2             | 8             | 10            | 50            | 5             | 0 | 0        | 0        | 0        |          |          |
| 2004–05      | EHC Biel             | NLB          | 19  | 12            | 13            | 25            | 30            | —             | — | —        | —        | —        |          |          |
| 2005–06      | Washington Capitals  | NHL          | 77  | 16            | 17            | 33            | 72            | —             | — | —        | —        | —        |          |          |
| 2006–07      | Washington Capitals  | NHL          | 66  | 7             | 13            | 20            | 44            | —             | — | —        | —        | —        |          |          |
| 2007–08      | Hershey Bears        | AHL          | 50  | 11            | 16            | 27            | 83            | —             | — | —        | —        | —        |          |          |
| 2008–09      | HC Dynamo Minsk      | KHL          | 49  | 3             | 14            | 17            | 85            | —             | — | —        | —        | —        |          |          |
| 2009–10      | ERC Ingolstadt       | DEL          | 37  | 8             | 24            | 32            | 70            | 10            | 2 | 3        | 5        | 12       |          |          |
| Celkem v NHL | Celkem v NHL         | Celkem v NHL | 438 | 52            | 77            | 129           | 367           | 16            | 0 | 2        | 2        | 6        |          |          |
| Celkem v AHL | Celkem v AHL         | Celkem v AHL | 50  | 11            | 16            | 27            | 83            | —             | — | —        | —        | —        |          |          |
| Celkem v KHL | Celkem v KHL         | Celkem v KHL | 49  | 3             | 14            | 17            | 85            | —             | — | —        | —        | —        |          |          |

## Reprezentace
| Rok          | Tým          | Soutěž       | Z  | G | A | B | TM |
| ------------ | ------------ | ------------ | -- | - | - | - | -- |
| 1996         | USA 20       | MSJ          | 6  | 0 | 4 | 4 | 14 |
| 1997         | USA 20       | MSJ          | 6  | 0 | 2 | 2 | 2  |
| 2000         | USA          | MS           | 7  | 0 | 0 | 0 | 4  |
| Celkem v MSJ | Celkem v MSJ | Celkem v MSJ | 12 | 0 | 6 | 6 | 16 |